# Comarques de Toledo
Les comarques de Toledo són les diferents comarques amb què es pot dividir la demarcació de Toledo. No tenen un reconeixement oficial.
| Nom                   | Població | Extensió(km²) | Municipis principals                                               |
| --------------------- | -------- | ------------- | ------------------------------------------------------------------ |
| Campana de Oropesa    | 20.185   | 1.370         | Oropesa, Calera y Chozas                                           |
| La Jara               | 19.470   | 2.166         | Los Navalucillos, Los Navalmorales                                 |
| La Mancha de Toledo   | 102.392  | 3.488         | Madridejos, Consuegra, Quintanar de la Orden, Villacañas, Mora     |
| Mesa de Ocaña         | 37.163   | 1.454         | Ocaña, Santa Cruz de la Zarza, Yepes                               |
| La Sagra              | 126.276  | 983           | Illescas, Seseña, Bargas, Yuncos, Villaluenga de la Sagra, Yuncler |
| Montes de Toledo      | 66.648   | 3.018         | Sonseca, Los Yébenes                                               |
| Sierra de San Vicente | 7.559    | 484           | El Real de San Vicente, Segurilla, Castillo de Bayuela             |
| Talavera de la Reina  | 85.549   | 192           | Talavera de la Reina                                               |
| Toledo                | 77.601   | 232           | Toledo                                                             |
| Torrijos              | 84.454   | 2.061         | Torrijos, Fuensalida, La Puebla de Montalbán                       |